# Juan de Arenzana
Juan de Arenzana (fl. 1514-1538) fue un compositor y maestro de capilla español.

## Vida
Se desconoce tanto el lugar como la fecha de nacimiento de Juan de Arenzana. Tampoco se conoce cual fue su formación musical.

## Maestro de capilla en Sigüenza
Las primeras noticias que se tienen de Juan de Arenzana son del 5 de enero de 1514, fecha en la que el cabildo de la Catedral de Sigüenza decide contratarlo como cantor en sustitución del cantor Loyaza. Es probable que ganase una oposición, ya que se menciona que el cabildo despidió a los demás cantores. Se le contrataba con una prebenda entera, «lo qual hasta agora nunca se dio a Cantor ninguno». A través del Directorio del Coro del sochantre Juan Pérez han llegado las obligaciones del nuevo cantor: al menos dos horas diarias de enseñanza de música a los mozos del coro, beneficiados y prebendados, a excepción de los días festivos; esto incluía el canto gregoriano, el canto de órgano y el contrapunto para los infantes.
Las obligaciones de su cargo no se distinguen de las de sus antecesores en la Catedral de Sigüenza. En 1525 se modifican ligeramente sus responsabilidades, aumentando sus poderes disciplinarios en los casos de ausencias injustificadas, incluyendo castigos corporales para los mozos, «que los açote». Pero no fue hasta los años 1532 a 1535 que se cambiaría el nombre de su cargo. Es decir, durante el magisterio de Juan de Arenzana se produjo la evolución desde el antiguo cantor, el maestro de canto, al maestro de capilla, que era responsable de la educación musical y la dirección de la capilla de música. A partir de este momento el maestro de capilla tendrá que componer los motetes, las misas y otras obras musicales para la celebración de las fiestas religiosas. La falta de datos no permite confirmar esta evolución hasta 1550.
Entretanto, el 30 de junio de 1533 nombraron canónigo a Arenzana, igual que al organista poco antes, algo poco habitual en las catedrales españolas. El hecho no solo les confería un mayor salario, sino que venía con preeminencias protocolarias, entre las que se contaba el traje de canónigo. El hecho, al parecer, también llevó a roces de los dos músicos con el resto de los racioneros.
En 1536 se suprimían dos canonjías para dotar cuatro plazas de cantores, con lo que la capilla de música obtenía su estructura final. Pero Arenzana solo disfrutaría de esta nueva capilla ampliada poco tiempo, ya que el 22 de julio de 1538 se nombraba para el magisterio a Mateo Flecha el Viejo. Se desconoce cual fue el destino de Juan de Arenzana.

## Obra
Se sabe que Arenzana escribió por lo menos un libro de canto polifónico para la catedral, que no se ha conservado. No se conocen composiciones suyas que hayan sobrevivido hasta nuestros días.